# Швентине
Швентине (нем. Schwentine) — река на севере Германии, федеральной земле Шлезвиг-Гольштейн. Длина около 62 км. Одна из самых длинных рек Шлезвиг-Гольштейна.
Речной индекс — 9614.
Исток находится вблизи деревни Касседорф района Восточный Гольштейн. Впадает в Кильский фьорд, 16-км залив Балтийского моря у г. Киля.
Протекает через несколько озёр, в том числе, Гросер-Ойтинер-Зе, Келлерзе, Дикзе, Белер-Зе, Гросер-Плёнер-Зе (наибольшее и самое глубокое озеро в Шлезвиг-Гольштейне), Клайнер-Плёнер-Зе, у городов Ойтин, Маленте, Плён, Прец и Киль.
Река имеет большое значение для обеспечения питьевой водой Киля и его индустриальных окрестностей.
На р. Швентине у Клаусдорфа ещё в 1900 году были сооружены две ГЭС, которые работают и поныне.
Старый рукав Швентине (Altarm der Schwentine), являющийся частью реки, с 1984 года объявлен заповедником, который охватывает площадь в 19 га. Река протекает через нетронутые луга и леса. В некоторых местах вдоль её потока, она создаёт своего рода панораму чащ горных районов. Талая вода со времён последнего ледникового периода, около 15 000 лет назад, создала ряд крутых оврагов, напоминающих «Швейцарские пейзажи», которые привлекают сюда многочисленных посетителей в течение последних двухсот лет.
Название реки происходит от славянского слова Свентана (Sventana) или балтийского shventa, что означает «святой»
В начале средневековья по реке проходила пограничная линия между немецкими и саксонскими регионами.